# فاطمة حسن الفروج
فاطمة روايض المعروفة باسم فاطمة حسن الفروج (1945-2010) هي فنانة تشكيلية مغربية عصامية تنتمي لمدرسة الفن الفطري.

## حياتها
ولدت فاطمة حسن الفروج سنة 1945 بمدينة تطوان. تعلمت الفن التشكيلي عن طريق زوجها أولا الفنان حسن فروج، ثم حبها الفطري النقي للفن، ونظمت أول معرض لها في سن العشرين بمعرض الفنانين المستقلين في الدار البيضاء سنة 1965.
القليل من العناصر البيوغرافية متوفرة حولها، باستثناء أنها تزوجت بالفنان التشكيلي حسن الفروج التي تعلمت منه كذلك وتبنت اسمه. عاشت فاطمة بمدينة الرباط مع زوجها إلى أن توفيت سنة 2010.
تم الاحتفاء بمسارها الفني سنة 2018 بمتحف محمد السادس للفن الحديث والمعاصر بالرباط عبر تنظيم معرض استيعادي تحت عنوان «رحلة إلى ينابيع الفن» يشمل كذلك أعمال الفنانات الشعيبية طلال وراضية بنت الحسين، وذلك خلال الفترة ما بين 23 أكتوبر 2018 و23 يناير 2019.
ومن أشهر لوحات الفنانة فاطمة حسن الفروج نجد «الحائكة والطفل» و«تحت الخيمة» سنة 1967 و«الحفل» سنة 1980. وبيعت عدد من لوحاتها في دور مزادات الفنون، كما توجد أعمالها ضمن مقتنيات خاصة في مختلف أنحاء العالم.

## أعمالها الفنية ومنجزها الفني
تم تصنيف أعمال فاطمة الفروج في إطار الفن "الساذج" إذ تعكس أعمالها الحياة اليومية للمرأة المغربية في أوساط الطبقة العاملة، وذلك خلال فترة شباب الفنانة التشكيلية.
قالت عنها الصحافية والناقدة الفنية الفرنسية إمانويل أوتيي:
وتميزت لوحات فاطمة الفروج التي تنتمي للفن التلقائي بألوان زاهية تعبر عن مشاهد الفرح والحياة اليومية بحيث تجمع بين الشخصيات الإنسانية والحيوانية في أعمالها الذي يغلب عليها طابع زخرفي مستوحى من الأشكال الهندسية للحلي الأمازيغي والهندسة التقليدية.

## معارضها
معارض فردية
- 2003 : رواق تاموزيڭا أرت، الرباط
- 1994-95 : رواق باب الرواح، الرباط
- 1990 : رواق باب الرواح، الرباط
- 1983 : رواق باب الرواح، الرباط
- 1982 : رواق نظر، الدار البيضاء
- 1981 : رواق لاتوليي، الرباط ورواق لوسافورو، الدار البيضاء
- 1980 : متحف راد، هامبرغ
- 1976-79 : رواق إطار فينيسيا، الدار البيضاء
- 1974 : معهد أليانس فرانسيز، الدار البيضاء ومعهد الموسيقى، مكناس
- 1972 : معرض مع زوجها، تونس العاصمة والمعهد التقافي الفرنسي، الدار البيضاء
- 1970 : معهد غوته، الدار البيضاء
- 1969 : قاعة الحفلات، وجدة

معارض جماعية
- 2004 : "أراضي، ذكريات، نوستالجيا"، قصر الفنون، لشبونة
- 2002 : "أوراش الأبواب المفتوحة"، الرباط
- 1995 : "لوحات في صيغة الجمع المؤنث"، الدار البيضاء
- 1994 : "المرأة العربية"، أورلاندو
- 1987 : مهرجان موسم أصيلة الثقافي الدولي ورواق فلورنسا للفنون، دالاس
- 1985 : "19 فنان مغربي" متحف الفنون المعاصرة بكرونوبل وباريس
- 1981 : "الفنانين الفطريين المغاربة"، متحف البطحاء، فاس
- 1980 : "فن مقدس"، باريس و"8 رسامين من العالم العربي"، أصيلا
- 1976-79 : رواق إطار فينيسيا، الدار البيضاء
- 1975 : عرض متجول ببون، باساو، دوسلدورف وبرلين
- 1969 : معرض الربيع، مراكش والمهرجان الثقافي الأفريقي، الجزائر
- 1967 : معرض دولي، مونريال
- 1966 : معهد غوته، الدار البيضاء
- 1965 : معرض الفنانين المستقلين، الدار البيضاء

## بيبليوغرافيا
- عبدالرحمان بنحمزة (2017). Fatima Hassan El Farouj (1945-2010) : Les paysages de la mémoire (بالفرنسية). دار النشر مرسم. p. 48. ISBN:9954214763. Benhamza.

## روابط خارجية
- | مرئية خارجية | مرئية خارجية                                            |
| ------------ | ------------------------------------------------------- |
|              | معرض تكريمي للرسامة الراحلة فاطمة حسن الفروج على يوتيوب |
|              | مقابلة مع فاطمة حسن الفروج على يوتيوب                   |